# Jimmy Smits
Jimmy Smits (Brooklyn, 1955. július 9. –) Golden Globe- és Primetime Emmy-díjas amerikai színész.
Leginkább televíziós sorozatokból ismert. Az 1980-as években Victor Sifuentes ügyvédet alakította az L.A. Law című drámasorozatban. Az 1990-es évek New York rendőrei elnevezésű rendőrdrámájában Bobby Simone nyomozót, míg a politikai témájú, Az elnök emberei című sorozatban Matt Santost formálta meg. A Dexter című sorozatból Miguel Prado szerepéből ismert, a Kemény motorosokban 2012 és 2014 között Nero Padillát játszotta.
A sorozatok mellett filmekben is rendszeresen szerepel: a Csillagok háborúja előzményfilmjeiben (Csillagok háborúja II: A klónok támadása – 2002; Csillagok háborúja III: A Sith-ek bosszúja – 2005), valamint a 2016-os Zsivány Egyes – Egy Star Wars-történet című folytatásban Bail Organát, Leia Organa örökbefogadó apját alakítja. 
Smits színészi játékával több jelölés mellett egy Golden Globe-díjat, egy Primetime Emmy-díjat, egy Screen Actors Guild-díjat és egy Szaturnusz-díjat nyert el.

## Fiatalkora és tanulmányai
Brooklynban született, Puerto Ricó-i származású anyától és holland felmenőkkel rendelkező, surinamei apától. „Jimmy” néven anyakönyvezték, tehát az ő esetében keresztneve nem művésznév vagy a „James” becéző alakjából származik. Kilencéves volt, amikor családja Puerto Ricóba költözött, Jimmy itt tanult meg spanyolul. Szülei két fiatalabb lánytestvérével együtt szigorú katolikus szellemben nevelték és arra ösztönözték, hogy felsőfokú tanulmányokat folytasson. Jimmy középiskolásként kezdett érdeklődni a színjátszás iránt, érettségi után a Brooklyn Főiskolán és a Cornwell Egyetemen folytatta színi tanulmányait – ekkor már családos emberként, hiszen húszéves korában megszületett első gyermeke, Taina.

## Színészi pályafutása

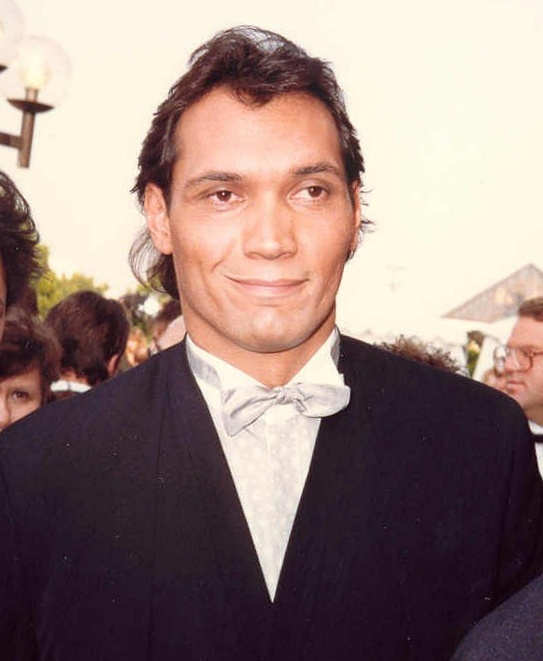
Smits a 39. Emmy-díjátadón, 1987-ben.

Tanulmányai befejezése után, New Yorkba visszatérve színpadi szerepekre jelentkezett, majd 1984-ben megkapta első sorozatbeli szerepét. A Miami Vice próbaepizódjában Don Johnson partnereként tűnt fel, de az általa megformált szereplő az első tizenöt percben meghal. 1986-ban lehetőséget kapott az akkor induló L.A. Law című, jogi témájú drámasorozatban való szereplésre, ebben Victor Sifuentest alakíthatta. A sorozat nagy sikert aratott és ebből, a többi színésszel együtt, Smits is részesült – a kritikusok méltatták, amiért Sifuentes szerepében Smits elősegítette a latino származású emberek társadalmi megítélésének pozitívabb irányba történő változását. 1992-ig hat egymást követő évben jelölték Primetime Emmy-díjra, ebből egy alkalommal haza is vihette a díjat és egy Golden Globe-jelölést is szerzett. Szerződése lejárta után, 1992-ben kis időre maga mögött hagyta a televíziózást, hogy filmes karrierjére fókuszálhasson. 1994-től ismét televíziós szerepet vállalt, a New York rendőrei című sorozathoz Bobby Simone nyomozóként csatlakozott. A szerep ismét sikeresnek bizonyult, 1998-ig számos díjra jelölték, alakításáért ezúttal meg is kapta a Golden Globe-díjat.
A sorozatok mellett a filmek világába is kitérőt tett, változó sikerrel. Az 1989-es Tüzes alkony című kalandfilm, melyben Jane Fonda és Gregory Peck oldalán játszott, rosszul teljesített a jegypénztáraknál. A családom (1995) című, több generáció életét átívelő drámában nyújtott alakítását dicsérték a filmkritikusok. Habár a 2000-es Mindhalálig bunyós című sportdrámát nem fogadta jól a kritikai szakma, Smits színészi játéka pozitív visszajelzéseket kapott.
2004 és 2006 között Az elnök emberei című politikai drámasorozatban Matt Santos kongresszusi képviselőt alakította, aki a történet előrehaladtával amerikai elnök lesz. 2008-ban a Dexter című drámasorozatban Miguel Prado szerepét osztották rá, mellyel egy újabb Primetime Emmy-, illetve egy Screen Actors Guild-jelölést is szerzett. 2012-ben, a sorozat ötödik évadjától csatlakozott a Kemény motorosok szereplőgárdájához. A sorozatban Nero Padillát, a nőket futtató, befolyásos üzletembert és bandavezért játszotta.
Smits a Csillagok háborúja-filmek rajongói előtt sem ismeretlen: a Csillagok háborúja II: A klónok támadása (2002) és a Csillagok háborúja III: A Sith-ek bosszúja (2005) filmekben Bail Organát, Leia Organa örökbefogadó apját alakítja. 2016-ban ugyanebben a szerepben a Zsivány Egyes – Egy Star Wars-történet című filmben is feltűnik.

## Filmográfia

### Film
| Év   | Magyar cím                               | Eredeti cím                                  | Szerep                | Magyar hang          |
| ---- | ---------------------------------------- | -------------------------------------------- | --------------------- | -------------------- |
| 1986 | Rémült rohanás                           | Running Scared                               | Julio Gonzales        | Csernák János        |
| 1986 | Rémült rohanás                           | Running Scared                               | Julio Gonzales        | Juhász György        |
| 1986 | Rémült rohanás                           | Running Scared                               | Julio Gonzales        | Tarján Péter         |
| 1987 | Nagyágyú                                 | Hotshot                                      | csapattag             |                      |
| 1987 | Fekete mágia                             | The Believers                                | Tom Lopez             | Szabó Sipos Barnabás |
| 1989 | Tüzes alkony                             | Old Gringo                                   | Tomás Arroyo tábornok | Reviczky Gábor       |
| 1990 |                                          | Vital Signs                                  | Dr. David Redding     |                      |
| 1991 | Farkangyal                               | Switch                                       | Walter Stone          | Gáti Oszkár          |
| 1991 | Emésztő tűz                              | Fires Within                                 | Nestor                |                      |
| 1993 |                                          | Gross Misconduct                             | Justin Thorne         |                      |
| 1995 | A családom                               | My Family                                    | Jimmy Sanchez         |                      |
| 1995 | Az utolsó üzenet                         | The Last Word                                | Actor (Martin)        |                      |
| 1997 | Halálos analízis                         | Murder In Mind                               | Peter Walker          |                      |
| 1997 |                                          | Lesser Prophets                              | Mike                  |                      |
| 2000 | Őrült kaliforniai kalandok               | Adventures in Wild California                | narrátor              | Fazekas István       |
| 2000 | A millió dolláros hotel                  | The Million Dollar Hotel                     | Geronimo              | Kőszegi Ákos         |
| 2000 | Mindhalálig bunyós                       | Price of Glory                               | Arturo Ortega         | Haás Vander Péter    |
| 2000 | Áldott a gyermek                         | Bless the Child                              | John Travis ügynök    | Kőszegi Ákos         |
| 2002 | Star Wars II. rész – A klónok támadása   | Star Wars: Episode II – Attack of the Clones | Bail Organa szenátor  | Sörös Sándor         |
| 2005 | Star Wars III. rész – A Sith-ek bosszúja | Star Wars: Episode III – Revenge of the Sith | Bail Organa szenátor  | Sörös Sándor         |
| 2007 | A Jane Austen könyvklub                  | The Jane Austen Book Club                    | Daniel Avila          | Kőszegi Ákos         |
| 2009 |                                          | Backyard (El Traspatio)                      | Mickey Santos         |                      |
| 2010 |                                          | Mother and Child                             | Paco                  |                      |
| 2016 | Zsivány Egyes – Egy Star Wars-történet   | Rogue One: A Star Wars Story                 | Bail Organa szenátor  | Szabó Sipos Barnabás |
| 2017 |                                          | Who We Are Now                               | Carl                  |                      |
| 2020 |                                          | The Tax Collector                            | Wizard                |                      |
| 2021 | In the Heights – New York peremén        | In the Heights                               | Kevin Rosario         |                      |

### Televízió
| Év        | Magyar cím                           | Eredeti cím                                     | Szerep                                              | Megjegyzések                                                           |
| --------- | ------------------------------------ | ----------------------------------------------- | --------------------------------------------------- | ---------------------------------------------------------------------- |
| 1984      | Miami Vice                           | Miami Vice                                      | Eddie Rivera                                        | - 1 epizód - magyar hangja: - Kálid Artúr                              |
| 1986–1992 |                                      | L.A. Law                                        | Victor Sifuentes                                    | 107 epizód                                                             |
| 1986      |                                      | Spenser: For Hire                               | Hector Valdes                                       | 1 epizód                                                               |
| 1986      |                                      | Rockabye                                        | rendőr                                              | tévéfilm                                                               |
| 1987      |                                      | The Highwayman                                  | Bo Ziker                                            | tévéfilm                                                               |
| 1987      |                                      | Stamp of a Killer                               | Richard Braden                                      | tévéfilm                                                               |
| 1988      |                                      | Glitz                                           | Vincent Marra                                       | tévéfilm                                                               |
| 1988      |                                      | Mickey's 60th Birthday                          | Victor Sifuentes                                    | tévéfilm                                                               |
| 1989      |                                      | Pee-wee's Playhouse                             | Johnny Wilson                                       | 1 epizód                                                               |
| 1990      |                                      | Cop Rock                                        | Victor Sifuentes (stáblistán nem szerepel)          | 1 epizód                                                               |
| 1992      | Elszakadt kötelék                    | The Broken Cord                                 | David Norwell                                       | tévéfilm                                                               |
| 1993      | Stephen King: A rémkoppantók         | The Tommyknockers                               | Jim 'Gard' Gardner                                  | - minisorozat - magyar hangja: - Sinkovits-Vitay András - Kőszegi Ákos |
| 1994      | A Cisco kölyök                       | The Cisco Kid                                   | Cisco Kid                                           | tévéfilm                                                               |
| 1994–2004 | New York rendőrei                    | NYPD Blue                                       | Bobby Simone nyomozó                                | - 90 epizód - állandó szereplő (2-6. évad) - vendégszereplő (12. évad) |
| 1995      | Salamon és Sába királynője           | Solomon & Sheba                                 | Solomon király                                      | tévéfilm                                                               |
| 1995–1997 |                                      | Happily Ever After: Fairy Tales for Every Child | Felipe herceg / idős Cole király (hangja)           | 2 epizód                                                               |
| 1996      | Haditörvény                          | Marshal Law                                     | Jack Coleman                                        | tévéfilm                                                               |
| 1997      |                                      | Mother Goose: A Rappin' and Rhymin' Special     | idős Cole király                                    | tévéfilm                                                               |
| 2004–2006 | Az elnök emberei                     | The West Wing                                   | Matt Santos kongresszusi képviselő / amerikai elnök | 37 epizód                                                              |
| 2005      |                                      | Lackawanna Blues                                | Ruben Santiago, Sr.                                 | tévéfilm                                                               |
| 2007      | A cukorbáró                          | Cane                                            | Alex Vega                                           | 13 epizód                                                              |
| 2008      | Dexter                               | Dexter                                          | Miguel Prado                                        | 12 epizód                                                              |
| 2010      |                                      | Outlaw                                          | Cyrus Garza                                         | 8 epizód                                                               |
| 2012–2014 | Kemény motorosok                     | Sons of Anarchy                                 | Neron 'Nero' Padilla                                | 38 epizód                                                              |
| 2016–2017 |                                      | The Get Down                                    | Francisco "Papa Fuerte" Cruz                        | főszereplő (11 epizód)                                                 |
| 2016–2017 | Brooklyn 99: Nem százas körzet       | Brooklyn Nine-Nine                              | Victor Santiago                                     | 2 epizód                                                               |
| 2017      | 24: Újratöltve                       | 24: Legacy                                      | John Donovan                                        | főszereplő (12 epizód)                                                 |
| 2017–2018 | Hogyan ússzunk meg egy gyilkosságot? | How to Get Away with Murder                     | Dr. Isaac Roa                                       | 13 epizód                                                              |
| 2018      |                                      | America's Untold Story                          | narrátor                                            | tévéfilm                                                               |
| 2019      |                                      | Bluff City Law                                  | Elijah Strait                                       | főszereplő (10 epizód)                                                 |
| 2022      | Obi-Wan Kenobi                       | Obi-Wan Kenobi                                  | Bail Organa                                         | - 3 epizód - magyar hangja: - Sörös Sándor                             |
| 2022–2023 | East New York                        | East New York                                   | John Suarez                                         | főszereplő (21 epizód)                                                 |

### Videójátékok
| Év   | Cím                                                    | Szinkronszerep |
| ---- | ------------------------------------------------------ | -------------- |
| 2009 | Star Wars: The Force Unleashed - Ultimate Sith Edition | Bail Organa    |
| 2016 | Gears of War 4                                         | Oscar Diaz     |

## Díjak és jelölések
| Év   | Díj                               | Kategória                                                         | Jelölt mű         | Eredmény |
| ---- | --------------------------------- | ----------------------------------------------------------------- | ----------------- | -------- |
| 1987 | Primetime Emmy-díj                | legjobb férfi mellékszereplő (drámasorozat)                       | L.A. Law          | Jelölve  |
| 1988 | Primetime Emmy-díj                | legjobb férfi mellékszereplő (drámasorozat)                       | L.A. Law          | Jelölve  |
| 1989 | Primetime Emmy-díj                | legjobb férfi mellékszereplő (drámasorozat)                       | L.A. Law          | Jelölve  |
| 1990 | Primetime Emmy-díj                | legjobb férfi mellékszereplő (drámasorozat)                       | L.A. Law          | Elnyerte |
| 1990 | Viewers for Quality Television    | legjobb férfi mellékszereplő (drámasorozat)                       | L.A. Law          | Jelölve  |
| 1991 | Golden Globe-díj                  | legjobb férfi mellékszereplő (sorozat, minisorozat vagy tévéfilm) | L.A. Law          | Jelölve  |
| 1991 | Primetime Emmy-díj                | legjobb férfi mellékszereplő ( drámasorozat)                      | L.A. Law          | Jelölve  |
| 1992 | Primetime Emmy-díj                | legjobb férfi mellékszereplő ( drámasorozat)                      | L.A. Law          | Jelölve  |
| 1995 | Primetime Emmy-díj                | legjobb férfi főszereplő (drámasorozat)                           | New York rendőrei | Jelölve  |
| 1995 | Screen Actors Guild-díj           | legjobb szereplőgárda (drámasorozat)                              | New York rendőrei | Elnyerte |
| 1996 | Golden Globe-díj                  | legjobb férfi főszereplő (drámasorozat)                           | New York rendőrei | Elnyerte |
| 1996 | Independent Spirit-díj            | legjobb férfi főszereplő                                          | A családom        | Jelölve  |
| 1996 | Primetime Emmy-díj                | legjobb férfi főszereplő (drámasorozat)                           | New York rendőrei | Jelölve  |
| 1996 | Screen Actors Guild-díj           | legjobb színész (drámasorozat)                                    | New York rendőrei | Jelölve  |
| 1996 | Screen Actors Guild-díj           | legjobb színész (drámasorozat)                                    | New York rendőrei | Jelölve  |
| 1997 | Golden Globe-díj                  | legjobb férfi főszereplő (drámasorozat)                           | New York rendőrei | Jelölve  |
| 1997 | Primetime Emmy-díj                | legjobb férfi főszereplő (drámai tévésorozat)                     | New York rendőrei | Jelölve  |
| 1997 | Screen Actors Guild-díj           | legjobb színész (drámasorozat)                                    | New York rendőrei | Jelölve  |
| 1997 | Screen Actors Guild-díj           | legjobb szereplőgárda (drámasorozat)                              | New York rendőrei | Jelölve  |
| 1998 | Primetime Emmy-díj                | legjobb férfi főszereplő (drámasorozat)                           | New York rendőrei | Jelölve  |
| 1998 | Satellite Award                   | legjobb színész (drámasorozat)                                    | New York rendőrei | Elnyerte |
| 1998 | Screen Actors Guild-díj           | legjobb színész (drámasorozat)                                    | New York rendőrei | Jelölve  |
| 1998 | Screen Actors Guild-díj           | legjobb szereplőgárda (drámasorozat)                              | New York rendőrei | Jelölve  |
| 1999 | Golden Globe-díj                  | legjobb férfi főszereplő (drámasorozat)                           | New York rendőrei | Jelölve  |
| 1999 | Primetime Emmy-díj                | legjobb férfi főszereplő (drámasorozat)                           | New York rendőrei | Jelölve  |
| 1999 | Satellite Award                   | legjobb színész (drámasorozat)                                    | New York rendőrei | Jelölve  |
| 1999 | Screen Actors Guild-díj           | legjobb színész (drámasorozat)                                    | New York rendőrei | Jelölve  |
| 1999 | Screen Actors Guild-díj           | legjobb szereplőgárda (drámasorozat)                              | New York rendőrei | Jelölve  |
| 2006 | ALMA-díj                          | legjobb színész (drámasorozat)                                    | Az elnök emberei  | Elnyerte |
| 2006 | Screen Actors Guild-díj           | legjobb szereplőgárda (drámasorozat)                              | Az elnök emberei  | Jelölve  |
| 2008 | NAACP Image Awards                | legjobb színész (drámasorozat)                                    | A cukorbáró       | Jelölve  |
| 2008 | Satellite Awards                  | legjobb férfi mellékszereplő (sorozat, minisorozat vagy tévéfilm) | Dexter            | Jelölve  |
| 2009 | ALMA-díj                          | legjobb színész (drámasorozat)                                    | Dexter            | Jelölve  |
| 2009 | Primetime Emmy-díj                | legjobb vendégszínész (drámasorozat)                              | Dexter            | Jelölve  |
| 2009 | Szaturnusz-díj                    | legjobb televíziós vendégszereplő                                 | Dexter            | Elnyerte |
| 2009 | Screen Actors Guild-díj           | legjobb szereplőgárda (drámasorozat)                              | Dexter            | Jelölve  |
| 2013 | Critics' Choice Television Awards | legjobb vendégszereplő (drámasorozat)                             | Kemény motorosok  | Jelölve  |
| 2014 | Satellite Awards                  | legjobb férfi mellékszereplő (sorozat, minisorozat vagy tévéfilm) | Kemény motorosok  | Jelölve  |
| 2015 | Satellite Awards                  | legjobb férfi mellékszereplő (sorozat, minisorozat vagy tévéfilm) | Kemény motorosok  | Jelölve  |

## Fordítás
- Ez a szócikk részben vagy egészben  a   Jimmy Smits című angol Wikipédia-szócikk ezen változatának fordításán alapul.  Az eredeti cikk szerkesztőit annak laptörténete sorolja fel. Ez a jelzés csupán a megfogalmazás eredetét és a szerzői jogokat jelzi, nem szolgál a cikkben szereplő információk forrásmegjelöléseként.